# Cot Bateemetamon
Cot Bateemetamon är en kulle i Indonesien.   Den ligger i provinsen Aceh, i den västra delen av landet, 1 800 km nordväst om huvudstaden Jakarta. Toppen på Cot Bateemetamon är 100 meter över havet.
Terrängen runt Cot Bateemetamon är platt österut, men åt sydväst är den kuperad. Havet är nära Cot Bateemetamon åt nordost.